# (9517) Niehaisheng
(9517) Niehaisheng ist ein Asteroid des mittleren Hauptgürtels. Er wurde am 3. November 1977 an der Sternwarte am purpurnen Berg (IAU-Code 330) in Nanjing entdeckt. Sichtungen des Asteroiden hatte es vorher schon gegeben: am 4. Januar 1970 unter der vorläufigen Bezeichnung 1970 AN am Krim-Observatorium in Nautschnyj sowie am 24. und 26. März 1971 (4318 T-1) beim First Trojan-Survey.
Der mittlere Durchmesser des Asteroiden wurde sehr grob mit 7,238 (±2,297) km berechnet, die Albedo mit 0,077 (±0,033).
In der AstDyS-2-Datenbank wurde der (9517) Niehaisheng einer nicht bestätigten, kleinen Asteroidenfamilie zugeordnet, bei welcher der Asteroid (8905) Bankakuko als parent body angegeben war. Nach neuerer Definition konnte (9517) Niehaisheng keiner Asteroidenfamilie zugeordnet werden.
Der Asteroid wurde am 15. Dezember 2005 nach dem chinesischen Raumfahrer Nie Haisheng benannt, der vom 12. bis 16. Oktober 2005 gemeinsam mit Fei Junlong Chinas ersten mehrtägigen Weltraumflug unternahm. Nach Fei Junlong wurde ebenfalls am 15. Dezember 2005 ein Asteroid benannt: (9512) Feijunlong.